# 瀬板
瀬板（せいた）は福岡県北九州市八幡西区の地名。瀬板一丁目から二丁目の町がある。住居表示実施済み。郵便番号は807-0822。

## 地理
八幡西区の北部に位置し、北に陣原、東に樋口町、南に大字陣原、西に則松と接する。

## 地域の特徴
瀬板貯水池の北側に位置し、北縁を東西に国道3号が走る。町域の約半分を林が占める住宅地で、国道沿いには自動車やバイクの販売店が点在している。

## 歴史

### 地名の由来
大字陣原の字、瀬板に由来する。江戸時代には穴生村の枝郷に瀬板村があった。

### 沿革
- 1966年（昭和41年）5月1日 - 通称町名として瀬板町を設置[5]。
- 1979年（昭和54年）6月1日 - 瀬板一丁目 - 二丁目新設[6][7]。

### 町名の変遷
| 実施内容          | 実施年月日               | 実施後     | 実施前                     |
| ----------------- | ------------------------ | ---------- | -------------------------- |
| 町名新設 住居表示 | 1979年（昭和54年）6月1日 | 瀬板一丁目 | 大字陣原，樋口町の各一部   |
| 町名新設 住居表示 | 1979年（昭和54年）6月1日 | 瀬板二丁目 | 大字陣原，大字則松の各一部 |

## 世帯数と人口
2025年（令和7年）3月31日現在（北九州市発表）の世帯数と人口は以下の通りである。
| 町         | 世帯数  | 人口    |
| ---------- | ------- | ------- |
| 瀬板一丁目 | 412世帯 | 765人   |
| 瀬板二丁目 | 178世帯 | 328人   |
| 計         | 590世帯 | 1,093人 |

### 人口の変遷
国勢調査による人口の推移。
| 1995年（平成7年）  | 1,477人 | [ 8 ]  |  |
| 2000年（平成12年） | 1,499人 | [ 9 ]  |  |
| 2005年（平成17年） | 1,410人 | [ 10 ] |  |
| 2010年（平成22年） | 1,303人 | [ 11 ] |  |
| 2015年（平成27年） | 1,323人 | [ 12 ] |  |
| 2020年（令和2年）  | 1,191人 | [ 13 ] |  |

### 世帯数の変遷
国勢調査による世帯数の推移。
| 1995年（平成7年）  | 537世帯 | [ 8 ]  |  |
| 2000年（平成12年） | 571世帯 | [ 9 ]  |  |
| 2005年（平成17年） | 552世帯 | [ 10 ] |  |
| 2010年（平成22年） | 563世帯 | [ 11 ] |  |
| 2015年（平成27年） | 593世帯 | [ 12 ] |  |
| 2020年（令和2年）  | 537世帯 | [ 13 ] |  |

## 学区
市立小・中学校に通う場合、学区は以下の通りとなる。
| 町         | 街区・戸番         | 小学校                 | 中学校               |
| ---------- | ------------------ | ---------------------- | -------------------- |
| 瀬板一丁目 | 全域               | 北九州市立穴生小学校   | 北九州市立折尾中学校 |
| 瀬板二丁目 | 1 - 19番,22番      | 北九州市立穴生小学校   | 北九州市立折尾中学校 |
| 瀬板二丁目 | 24 - 26番,27番11号 | 北九州市立折尾東小学校 | 北九州市立折尾中学校 |
| 瀬板二丁目 | 27番1号,28番       | 北九州市立則松小学校   | 北九州市立則松中学校 |

## 交通

### 鉄道
- JR九州陣原駅

### バス
域内のバス停と系統は以下のとおりである。
| 運行事業者 | 運行事業者   | 西鉄バス北九州 |
| 系統       | 系統         | 74-1           |
| 停留所     | 瀬板二丁目   | ○              |
| 停留所     | 神社下       | ○              |
| 停留所     | 陣の原三叉路 | ○              |

### 道路
- 国道3号

## 施設

### 公園
- 瀬板中公園
- 瀬板西公園
- 瀬板東公園
- 瀬板二丁目中公園
- 瀬板二丁目西公園
- 瀬板二丁目東公園